# Hejnice u Žamberka
Hejnice (deutsch Heinitz) ist eine Gemeinde in Tschechien. Sie liegt zehn Kilometer nördlich von Ústí nad Orlicí und gehört zum Okres Ústí nad Orlicí.

## Geographie

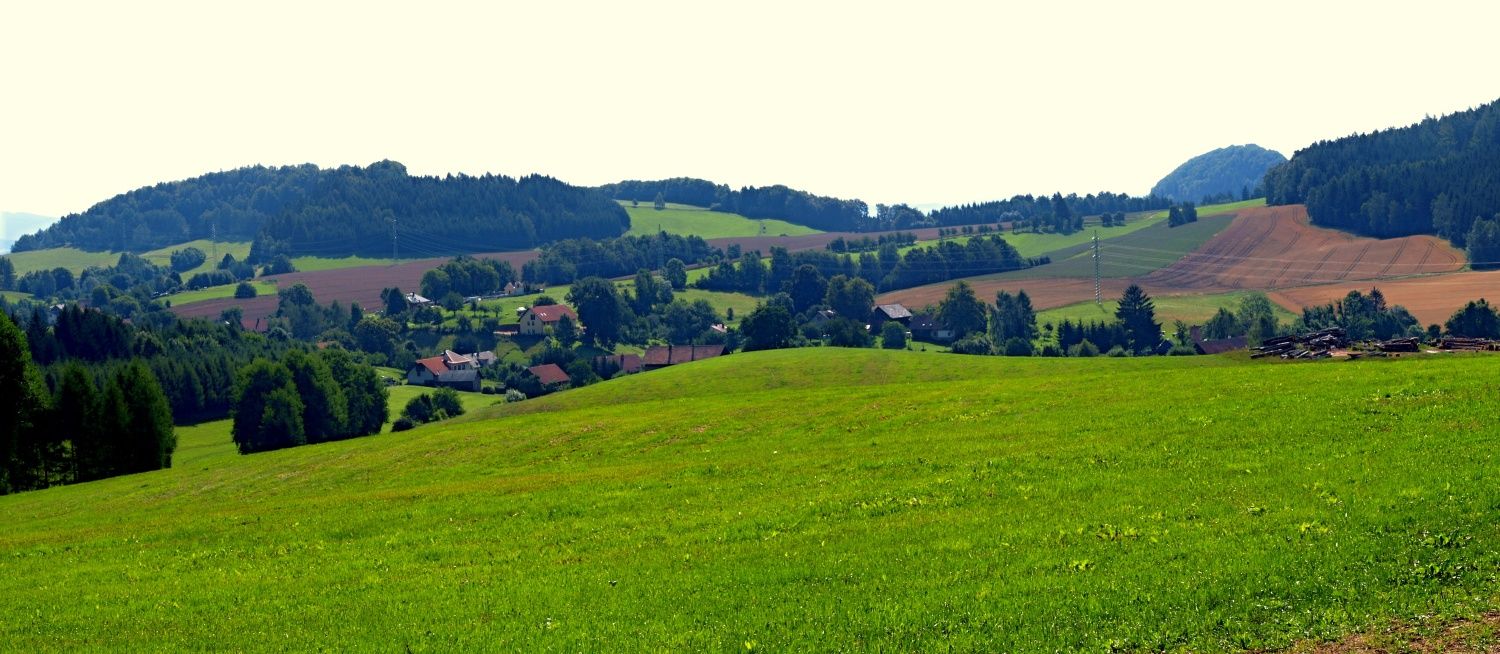
Hejnice

Hejnice befindet sich im Adlergebirgsvorland am Fuße des Hügels Humperk im Quellgebiet des Libchavský potok. Östlich erhebt sich der 538 m hohe Kozinec, südöstlich liegt die Ruine der Burg Žampach.
Nachbarorte sind Česká Rybná im Norden, Dlouhoňovice im Nordosten, Písečná im Osten, Žampach im Südosten, Hlavná und Křížánky im Süden, České Libchavy im Südwesten, Sopotnice im Westen sowie Moštárna im Nordwesten.

## Geschichte
Erstmals urkundlich erwähnt wurde das zur Herrschaft Žampach gehörige Dorf im Jahre 1544. Die Existenz des Ortsteiles Křížánky ist seit 1376 schriftlich nachweisbar.
1921 bestand Hejnice aus 59 Häusern und hatte 276 Einwohner. Křížánky gehört seit 1960 zur Gemeinde, zuvor war es ein Ortsteil von Žampach. 1998 bestand die Gemeinde aus 80 Häusern und hatte 200 Bewohner. Ein Viertel der Häuser wird lediglich als Ferienhäuser genutzt.

## Gemeindegliederung
Die Gemeinde Hejnice besteht aus den Ortsteilen Hejnice (Heinitz) und Křížánky (Kreuzhufen).

## Sehenswürdigkeiten
- Kapelle des Hl. Antonius, erbaut 1878